# Wayne Pére
Wayne Pére (Houma, 23 marzo 1965) è un attore statunitense.

## Biografia
Partecipa alla serie Walker Texas Ranger dove ricopre il ruolo dello psicopatico Victor LaRue, personaggio che compare in tre episodi della serie. Appare anche in un episodio della sesta stagione, ricoprendo tuttavia un ruolo differente. È apparso inoltre nella serie CSI, La signora in giallo e Standoff.

## Filmografia parziale

### Cinema
- L'inganno (The Beguiled), regia di Sofia Coppola (2017)
- The Silent Man (Mark Felt: The Man Who Brought Down the White House), regia di Peter Landesman (2017)
- Billionaire Boys Club, regia di James Cox (2018)
- Venom, regia di Ruben Fleischer (2018)
- La verità negata, regia di Edward Zwick (2018)
- Semper Fi - Fratelli in armi (Semper Fi), regia di Henry Alex Rubin (2019)
- Walkaway Joe, regia di Tom Wright (2020)
- Capone, regia di Josh Trank (2020)

### Televisione
- Walker Texas Ranger – serie TV (1994-1998)
- Watchmen – miniserie TV, episodio 1x01 (2019)
- Westworld - Dove tutto è concesso (Westworld) – serie TV, episodi 3x01-3x07 (2020)

## Doppiatori italiani
Nelle versioni in italiano delle opere in cui ha recitato, Wayne Pére è stato doppiato da:
- Christian Iansante ne La signora in giallo, Star Trek: Voyager, NCIS - Unità anticrimine
- Marco Mete in Free State of Jones, L'inganno
- Franco Mannella ne L'inglese
- Massimo De Ambrosis in Ghost Whisperer - Presenze
- Nino Prester in CSI - Scena del crimine
- Oliviero Corbetta in Nip/Tuck
- Massimo Lodolo in Standoff
- Emilio Mauro Barchiesi in Empire State
- Gianni Bersanetti in Drop Dead Diva
- Roberto Certomà in Banshee - La città del male
- Vladimiro Conti in Trial by Fire
- Alessio Cigliano in Your Honor (st. 1)
- Maurizio Fiorentini in Your Honor (ep. 2x10)
- Saverio Indrio in Capone
- Andrea Ward in Westworld - Dove tutto è concesso